# Tấn Thi
Phan Tấn Thi (sinh năm 1949 tại Cai Lậy, Tiền Giang) là một diễn viên kịch nói và điện ảnh Việt Nam. Ông tốt nghiệp Đại học Sư phạm Cần Thơ rồi dạy học tại Tiền Giang từ năm 1972 đến 1975.

## Tiểu sử
Nghệ sĩ Tấn Thi là diễn viên thế hệ đầu tiên của sân khấu kịch nói miền Nam. Ông gắn bó với nghệ thuật đã hơn 45 năm. Sau năm 1975, Bộ Văn hóa mở lớp đào tạo diễn viên đầu tiên tại miền Nam, ông và NSND Kim Xuân, NSƯT Minh Hạnh, đạo diễn Nguyễn Hồng Dung,... được tham gia lớp học này.
Thời bao cấp kinh tế eo hẹp nên thù lao của diễn viên Tấn Thi cũng nghèo nàn. Ông đóng hầu hết các vở của đoàn Cửu Long Giang nhưng thù lao mỗi đêm chỉ có 1,5 đồng, chưa đủ mua một cân thịt. Mỗi tháng diễn khoảng 6-8 suất vì người dân cũng không có nhiều tiền để đi xem. Năm 1981, tài xế trong đoàn rủ ông đi sửa xe đạp trước Nhà văn hóa quận 5 những đêm không có lịch diễn, mỗi đêm kiếm được 3-5 đồng, mua được 1 kg thịt, 5 kg gạo nhưng được mấy tháng thì bị Sở Văn hóa ra lệnh cấm.
Năm 1992, ông bắt đầu chuyển sang đóng phim, vai thiếu tá trong phim "Lệnh truy nã 2" của ông đã được khán giả yêu thích.
Những vai ấn tượng: Lê Phụ Trần (Đời luận anh hùng), Ông già bú sữa voi (Tên trùm bịp bợm thành Venise), ông Tư cô đơn (Chuyện miệt đồng), Giám đốc Bảy Nam (Nếu bắn vào quá khứ), thầy đồ (Bàn tay của trời)... Đã tham gia gần 30 phim: Ngọn nến Hoàng cung, Lục Vân Tiên, Lẵng hoa tình yêu, Tham vọng, Tình yêu pha lê, Gọi giấc mơ về, Người đẹp Bình Dương...
Vợ chồng nghệ sĩ Tấn Thi có một người con trai làm đạo diễn.

## Phim đã tham gia

### Điện ảnh
- 2001 - Ba người đàn ông vai Đại tá
- 2024 - Ngày Xưa Có Một Chuyện Tình

### Truyền hình
- Tham vọng
- Tình yêu pha lê
- Người đẹp Bình Dương
- Lục vân tiên
- Tam nam vẫn phú
- Hương sầu riêng
- Ngọn nến hoàng cung (2004) vai Ông Điền
- Lẵng hoa tình yêu (2005) vai Khiêm
- Gọi giấc mơ về (2007) vai Ông Việt
- Lưới trời (2021)
- Mẹ rơm (2022) vai Ông Bảy Kéo
- Dâu bể mùa xưa (2023)

## Thành tích
Huy chương vàng và bạc Hội diễn sân khấu 1981, 1985, 1990.